# Skönhetens linje
Skönhetens linje (originaltitel: The Line of Beauty) är en roman från 2004 av Alan Hollinghurst, som belönades med Bookerpriset. Normal förlag gav ut boken på svenska, översatt av Ola Klingberg.
Romanen utspelas under 1980-talet och handlar om Nick Guest, som har avslutat sina studier i Oxford och flyttar hem till sin kompis Toby i Notting Hill i London under en sommar. Boken spelades in som en miniserie i tre delar av BBC.